# 河内肇
河内 肇（かわうち はじめ、1974年11月2日 - ）は、東京都出身のピアニスト、作曲家、編曲家。

## 来歴・人物
第9回ハーフトーンミュージックミュージシャンズオーディションにてグランプリを受賞し、キャリアをスタートさせる。ポップからジャズ、ファンク、アンダーグラウンドまで幅広いジャンルにわたり様々なツアー、レコーディングに参加する。
2012年、浜田省吾コンサートツアー『ON THE ROAD 2011 "The Last Weekend"』の振替・追加4公演（宮城県総合運動公園総合体育館（セキスイハイムスーパーアリーナ）、さいたまスーパーアリーナ）及び、2019年、浜田省吾コンサートツアー『Welcome back to The 70's "Journey of a Songwriter" since 1975 「君が人生の時〜Time of Your Life」』にピアニストとして参加。
アンジェラ・アキのピアノインストラクターとしても知られている。

## 主なレコーディング参加作品
- 浜田省吾
  - 『Journey of a Songwriter 〜 旅するソングライター』
  - 『Dream Catcher』
  - 『The Moonlight Cats Radio Show Vol.1』
  - 『The Moonlight Cats Radio Show Vol.2』
  - 『この新しい朝に』

- Fairlife
  - 『みちくさ日和』
  - 『旅せよ若人』

- スガシカオ
  - 『軽蔑』

- RIP SLYME
  - 『熱帯夜』
  - 『Island』
  - 『奇跡の森』

- 森広隆
  - 『ゼロ地点』
  - 『並立概念』
  - 『planetblue』
  - 『いいんです』

## ライブ・ツアー参加
- 浜田省吾
- アンジェラ・アキ
- 森広隆
- 宮本浩次 (シンガーソングライター)
- 田村ゆかり
- 蒼井翔太
- 戸田恵子
- 前田敦子
- 家入レオ
- 清水翔太